# 鎌倉幕府の連署一覧
鎌倉幕府の連署一覧（かまくらばくふのれんしょいちらん）は、鎌倉幕府における連署の一覧。連署職は北条氏が独占し、主に政村流・金沢、大仏、極楽寺などの北条氏有力庶家が就いた。

## 一覧
| 代 | 氏名                         | 肖像 | 在職中の                  | 在職                                                  | 期間       | 享年 | 出身家                 |
|    |                              |      | 最終官位                  |                                                       |            |      |                        |
| -- | ---------------------------- | ---- | ------------------------- | ----------------------------------------------------- | ---------- | ---- | ---------------------- |
| 1  | ほうじょう ときふさ 北条時房 |      | 正四位下 相模守           | 嘉禄元年（1225年）7月 - 延応2年（1240年）1月24日      | 14年 6か月 | 66   | 北条氏（時房流祖）     |
| 2  | ほうじょう しげとき 北条重時 |      | 従四位上 陸奥守           | 宝治元年（1247年）7月19日 - 康元元年（1256年）3月11日 | 8年 6か月  | 64   | 得宗家（極楽寺流祖）   |
| 3  | ほうじょう まさむら 北条政村 |      | 従四位下 相模守           | 康元元年（1256年）3月30日 - 文永元年（1264年）8月11日 | 8年 4か月  | 69   | 得宗家（政村流祖）     |
| 4  | ほうじょう ときむね 北条時宗 |      | 従五位上 相模守兼左馬権頭 | 文永元年（1264年）8月11日 - 文永5年（1268年）3月5日   | 3年 7か月  | 34   | 得宗家                 |
| 5  | ほうじょう まさむら 北条政村 |      | 正四位下 左京権大夫       | 文永5年（1268年）3月5日 - 文永10年（1273年）5月18日   | 5年 2か月  | 69   | 得宗家（政村流祖）     |
| 6  | ほうじょう よしまさ 北条義政 |      | 従五位下 武蔵守           | 文永10年（1273年）6月17日 - 建治3年（1277年）4月4日   | 3年 10か月 | 40   | 極楽寺流（塩田流祖）   |
| 7  | ほうじょう なりとき 北条業時 |      | 正五位下 陸奥守           | 弘安6年（1283年）4月16日 - 弘安10年（1287年）6月18日  | 4年 2か月  | 47   | 極楽寺流（普恩寺流祖） |
| 8  | ほうじょう のぶとき 北条宣時 |      | 従四位下 陸奥守           | 弘安10年（1287年）8月19日 - 正安3年（1301年）8月22日  | 14年       | 86   | 大仏流                 |
| 9  | ほうじょう ときむら 北条時村 |      | 従四位下 武蔵守           | 正安3年（1301年）8月22日 - 嘉元3年（1305年）4月23日   | 3年 8か月  | 63   | 政村流                 |
| 10 | ほうじょう むねのぶ 北条宗宣 |      | 従四位下 陸奥守           | 嘉元3年（1305年）7月22日 - 応長元年（1311年）10月3日  | 6年 2か月  | 54   | 大仏流                 |
| 11 | ほうじょう ひろとき 北条煕時 |      | 正五位下 相模守           | 応長元年（1311年）10月3日 - 正和元年（1312年）6月2日  | 8か月      | 37   | 政村流                 |
| 12 | ほうじょう さだあき 北条貞顕 |      | 従四位下 修理権大夫       | 正和4年（1315年）7月12日 - 嘉暦元年（1326年）3月16日  | 3年 6か月  | 56   | 金沢流                 |
| 13 | ほうじょう これさだ 北条維貞 |      | 従四位下 修理大夫         | 嘉暦元年（1326年）4月26日 - 嘉暦2年（1327年）9月7日   | 1年 4か月  | 43   | 大仏流                 |
| 14 | ほうじょう もちとき 北条茂時 |      | 正五位下 右馬権頭         | 元徳2年（1330年）7月9日 - 元弘3年（1333年）5月22日    | 2年 10か月 | 不詳 | 政村流                 |